# (12411) Tannokayo
(12411) Tannokayo est un astéroïde de la ceinture principale.

## Description
(12411) Tannokayo est un astéroïde de la ceinture principale. Il fut découvert le 20 septembre 1995 à Kitami par Kin Endate et Kazuro Watanabe. Il présente une orbite caractérisée par un demi-grand axe de 2,33 UA, une excentricité de 0,08 et une inclinaison de 5,7° par rapport à l'écliptique.

## Compléments